# ألما ماتر (منحوتة نيويورك)
ألما ماتر هو تمثال برونزي لدانييل تشيستر فرينش يقع على درجات مكتبة Low Memorial في حرم جامعة كولومبيا ، في حي مرتفعات مورنينجسايد في مانهاتن ، مدينة نيويورك . صمم الفرنسيون التمثال عام 1901، وتم تركيبه في سبتمبر 1903. وهو يجسد للجامعة الأم ، التي تمثل كولومبيا في دورها كمؤسسة تعليمية؛ ومنذ تركيبه أصبح التمثال مرتبطًا بشكل وثيق بصورة الجامعة.

## تاريخ

### اللجنة والتركيب
بدأت خطط إنشاء تمثال أمام مكتبة <a href="https://en.wikipedia.org/wiki/Low_Memorial_Library" rel="mw:ExtLink" title="Low Memorial Library" class="cx-link" data-linkid="71">Low Memorial</a> (ذكرى منخفضة)
عند الانتهاء من المبنى في عام 1897. عندما صمم تشارلز فولين مكيم ، المهندس المعماري الرئيسي للمبنى، مجموعة من السلالم التي من شأنها أن تؤدي إلى المبنى، قام بتضمين قاعدة فارغة من الجرانيت في المنتصف يمكن أن يجلس عليها التمثال. بعد ثلاث سنوات فقط، عرضت هارييت دبليو جوليت على أمناء كولومبيا ، نيابة عنها وعن أطفالها، ما يصل إلى 25000 دولار أمريكي لتثبيت "تمثال برونزي يمثل ألما ماتر ، ليتم وضعه على القاعدة [المذكورة]" تخليدًا لذكرى زوجها، خريج كلية كولومبيا ، روبرت جوليت ، الذي توفي عام 1899.
قبل الأمناء اقتراحها، وبناءً على توصية مكيم، تم تكليف دانييل تشيستر فرينش بإنشاء التمثال. حتى هذه اللحظة، كانت الأعمال البارزة للفرنسيين تشمل رجل الدقيقة (1874) في كونكورد، ماساتشوستس وجون <i id="mwNg">هارفارد</i> (1884) في جامعة هارفارد . كما قام بنحت <i id="mwOQ">جمهورية</i> المعرض الكولومبي العالمي ، وهو تمثال من شأنه أن يحمل تشابهًا قويًا مع ألما ماتر . تم التكهن بأن أودري مونسون ، التي كانت عارضة أزياء غزيرة الإنتاج خلال أوائل القرن العشرين، ربما كانت أساس التمثال،  على الرغم من أنه من المرجح أن نموذج ألما ماتر كان في الواقع ماري لوتون، ممثلة. وصديق فرنسي. نظرًا للجنة، كان هدف فرينش المعلن هو خلق "شخصية يجب أن تكون كريمة في الانطباع الذي يجب أن تتركه، مع موقف الترحيب بالشباب الذين يجب أن يختاروا كولومبيا لتكون كليتهم".

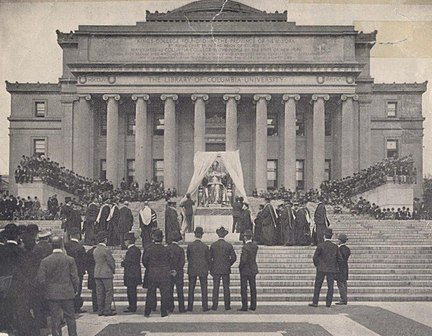
الكشف عن ألما ماتر في سبتمبر 1903

مرت فرينش بعدة تصميمات: نموذج الجبس الأصلي الذي صنعه لألما ماتر أظهرها ويداها في حجرها، ويدها اليسرى ممسكة بالكتاب الذي كان عليه، وكعباها يتلامسان. على الرغم من أن جوليت والرئيس سيث لو كانا "مسرورين للغاية" بالمسودة الفرنسية الأولى، إلا أن انتقاداتهم دفعت الفرنسية إلى تغيير ذراعيها لتكون ممدودة وتحمل صولجانًا. تمت الموافقة على تصميمه النهائي للتمثال في 4 مارس 1901 من قبل الأمناء، وتم تحديد السعر الذي ستدفعه جويليت ليكون 20000 دولار. ماكيم، الذي كان قلقًا للغاية بشأن جودة التمثال نظرًا لموقعه البارز أمام مكتبة لو، ورد أنه كان "مسرورًا"، واصفًا التمثال بأنه "كريم وكلاسيكي وفخم ... كما انه يُظهر قدرًا كبيرًا من الإدراك للروح والحرية". اليونانية كما يمكن لأي حديثة ".
على الرغم من التوقعات بأن التمثال قد يكتمل في الوقت المناسب لحفل افتتاح الجامعة عام 1902، إلا أن التأخير في عمل الفرنسيين (جزئيًا بسبب انتقادات أوغسطس سان جودان ، ولكن يرجع إلى حد كبير إلى الإضرابات في جنو. Williams, Inc. ) أجل إزاحة الستار عن اللوحة حتى 23 سبتمبر 1903، وهو أول يوم دراسي للعام الدراسي 1903-1904. في الحفل، صلاة هنري سي بوتر ، الأسقف السابع لنيويورك وأمين الجامعة، قبل تقديم التمثال رسميًا للرئيس نيكولاس موراي بتلر من قبل العميد جون هوارد فان أمرينج . لم تكن عائلة جويليت حاضرة، حيث غادرت إلى أوروبا في وقت سابق.
في سنة 1904، استعارت الجامعة نسخة من الجبس بطول أربعة أقدام لألما ماتر من اللغة الفرنسية ليتم عرضها في قاعة النحت الكبرى في معرض سانت لويس العالمي . إلا أن الجامعة أهملت إعادته إلى أن أعيد اكتشافه في قبو مكتبة لو وأرسل إلى ابنة فرينش، مارغريت فرينش كريسون ، في عام 1950.

## استقبال

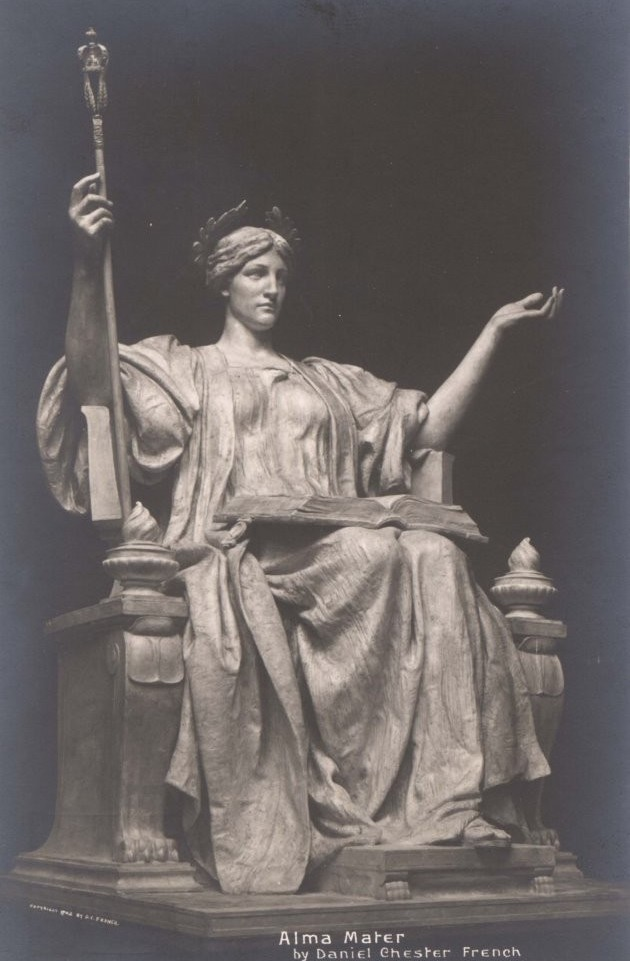
الحفر الضوئي لألما ماتر ، 1907

تم الإشادة بـ ألما ماتر حد كبير عند كشف النقاب عنها. وصفت صحيفة كولومبيا ديلي سبكتاتور التمثال بأنه "يتميز بالكرامة والراحة الملكية"، وذكرت أنه "يعبر عن أرقى أنواع الأنوثة الفكرية". في الوضعية والإيماءة، تدعو طالب الجامعة وترحب به من ألما ماتر."  اوقات نيويورك ، على الرغم من أنها لم تعلق بشكل مباشر على المزايا الفنية للعمل، فقد أدركت أن التمثال كان "لأسباب فنية قطعة عمل صعبة للغاية". وصفت صحيفة فرانك ليزلي المصورة العمل بأنه "تحفة النحت الفرنسية"، بينما قارن الاتحاد الكاثوليكي شخصية ألما ماتر بمريم العذراء ، مدعيًا بشكل غير صحيح أن العمل كان تقليدًا لتمثال "أم المسيح" في بون ، ألمانيا ، صارخًا: "ما مدى ارتباط الكنيسة الكاثوليكية بكل ما هو نبيل ورقيق في عقل الإنسان وقلبه!"  ومع ذلك، ورد أن فرينش لم يكن راضيًا عن مقدار الاهتمام الذي حظي به التمثال في البداية، مشيرًا إلى أنه لم يحدث "تموجًا على سطح نيويورك".

في سنة 1903، أشاد تشارلز هنري كافين بألما ماتر ووصفها بأنها "جميلة... بلا شك"، رغم أنها ليست بالضرورة واحدة من أفضل الأعمال الفرنسية. ووصفها كالتالي:
الوجهز هو نوع مألوف من الجمال الأمريكي، يتوافق مع الاقتراح الحديث جدًا للشخصية بأكملها. ومع ذلك فقد أضفى النحات على الرأس جوًا من التهذيب الهادئ الذي يمنحه نوعًا من العزلة؛ ومع ذلك، لا يكاد يكون أكثر من امتلاك الذات، اللاواعي، الذي يمكن للمرأة الأمريكية من خلاله أن تحمل جمالها. يبدو الأمر كما لو أن أحدهم قد صعد على القاعدة، وبذكاء جاهز لتبني الموقف، كان يقوم بدور الرعاية للجامعة. سوف يحبها كل طالب وسيكون تأثيرها نبيلًا تمامًا. . . تتميز [ ألما ماتر ] بالصفاء النقي والمؤثر، وبشعور هائل يتخلله نوع من النشاط اللطيف؛ لأن التعبير الذي يضعه في نمذجة الأطراف نادرًا ما يمكن وصفه بكلمة ذات تطبيق أكثر حساسية.
في الآونة الأخيرة، أطلقت صحيفة نيويورك تايمز على ألما ماتر لقب "السيدة العجوز الكبرى" في جامعة كولومبيا، والتي "تتمتع بعظمة ملكة أمام مكتبة لو". وصفه دليل AIA لمدينة نيويورك بأنه "تمثال مثير للذكريات" حيث "تمد الشخصية المتوجة يدها للترحيب وهي تنظر من كتاب المعرفة العظيم الذي يرقد مفتوحًا في حجرها." وقد تم الإشادة بوضع ألما ماتر أمام مكتبة Low Library على وجه الخصوص لدورها في الترحيب بالطلاب في الجامعة وإبراز علاقة الجامعة بمدينة نيويورك. كما يلاحظ أستاذ الحفاظ التاريخي أندرو دولكارت :
بعد اجتياز ألما ماتر والوصول إلى مستوى الحرم الجامعي، يجب على الباحث أن يصعد درجًا أطول، رمزيًا "سلم المعرفة"، للوصول إلى مدخل المكتبة. من أعلى الدرج، كان بإمكان أعضاء مجتمع كولومبيا المختار أن يستديروا وينظروا إلى نيويورك، آمنين معتقدين أنهم يساهمون في التحول السريع لمدينتهم إلى مركز عالمي للمساعي الفكرية والمهنية.
- منحوتات عامة لدانيال تشيستر فرينش

1. ↑  "Alma Mater (sculpture)". Smithsonian American Art Museum – Inventory of American Sculpture. مؤرشف من الأصل في 2021-09-29. اطلع عليه بتاريخ 2021-09-29.
2. ↑  Alma Mater at 100: A Reappraisal of a Daniel Chester French Masterpiece. Columbia University. 2003.
3. ↑  Columbia University Quarterly (بالإنجليزية). New York: Columbia University Press. 1900. p. 312. Archived from the original on 2021-09-28. Retrieved 2021-09-27.
4. ↑  "Columbia College Commencement" (PDF). The New York Times. 27 يونيو 1860. مؤرشف (PDF) من الأصل في 2021-09-29. اطلع عليه بتاريخ 2021-09-29.
5. ↑  "Audrey Munson: The Most Visible New York Woman You Don't Know". Untapped New York (بالإنجليزية الأمريكية). 15 Apr 2016. Archived from the original on 2021-07-18. Retrieved 2021-07-18.
6. ↑  Holzer, Harold (5 Mar 2019). Monument Man: The Life and Art of Daniel Chester French (بالإنجليزية). Chronicle Books. ISBN:978-1-61689-829-8. Archived from the original on 2021-07-18. Retrieved 2021-07-18.
7. ↑  Durante, Dianne L. (Feb 2007). Outdoor Monuments of Manhattan: A Historical Guide (بالإنجليزية). NYU Press. ISBN:978-0-8147-1987-9. Archived from the original on 2021-09-28. Retrieved 2021-09-27.
8. 1 2  Holzer, Harold (5 Mar 2019). Monument Man: The Life and Art of Daniel Chester French (بالإنجليزية). Chronicle Books. ISBN:978-1-61689-829-8. Archived from the original on 2021-07-18. Retrieved 2021-07-18.Holzer, Harold (March 5, 2019).
9. ↑  "Alma Mater: Erecting the Statue | Columbia University Libraries". library.columbia.edu. مؤرشف من الأصل في 2021-07-18. اطلع عليه بتاريخ 2021-07-17.
10. ↑  Dolkart, Andrew (1998). Morningside Heights: A History of Its Architecture & Development (بالإنجليزية). Columbia University Press. ISBN:978-0-231-07850-4. Archived from the original on 2021-09-28. Retrieved 2021-09-26.
11. ↑  "University Opens To-day". Columbia Daily Spectator. 23 سبتمبر 1903. مؤرشف من الأصل في 2021-07-20. اطلع عليه بتاريخ 2021-07-19.
12. 1 2  "Columbia Celebrates 150th Academic Year". The New York Times. 24 سبتمبر 1903. مؤرشف من الأصل في 2021-09-28. اطلع عليه بتاريخ 2021-09-27.
13. ↑  "Statue Borrowed in '04 Uncovered at Columbia". The New York Times. 22 فبراير 1950. مؤرشف من الأصل في 2021-09-28. اطلع عليه بتاريخ 2021-09-27.
14. ↑  Bennitt، Mark (1905). Stockbridge، Frank Parker (المحرر). History of the Louisiana Purchase Exposition. St. Louis: Universal Exposition Publishing Company. ص. 484.
15. ↑  "University Opens To-day". Columbia Daily Spectator. 23 سبتمبر 1903. مؤرشف من الأصل في 2021-07-20. اطلع عليه بتاريخ 2021-07-19."University Opens To-day".
16. ↑  "Columbia Celebrates 150th Academic Year". The New York Times. 24 سبتمبر 1903. مؤرشف من الأصل في 2021-09-28. اطلع عليه بتاريخ 2021-07-19.
17. ↑  Tauranac، John (1985). Elegant New York: The Builders and the Buildings, 1885–1915. New York: Abbeville Press  [لغات أخرى]‏. ص. 256–258. ISBN:978-0-89-659458-6.{{استشهاد بكتاب}}:  صيانة الاستشهاد: علامات ترقيم زائدة (link)
18. ↑  Caffin، Charles Henry (1903). American Masters of Sculpture: Being Brief Appreciations of Some American Sculptors and of Some Phases of Sculpture In America. New York: Doubleday, Page & Company. ص. 67–68. ISBN:978-1-298-41694-0.
19. ↑  "Columbia Divided Over Redecorating Alma Mater Statue". The New York Times. 27 سبتمبر 1962. مؤرشف من الأصل في 2021-09-28. اطلع عليه بتاريخ 2021-09-26.
20. ↑  Dolkart, Andrew (1998). Morningside Heights: A History of Its Architecture & Development (بالإنجليزية). Columbia University Press. ISBN:978-0-231-07850-4. Archived from the original on 2021-09-28. Retrieved 2021-09-26.Dolkart, Andrew (1998).